# Хронологія світових рекордів з плавання на дистанції 200 метрів батерфляєм

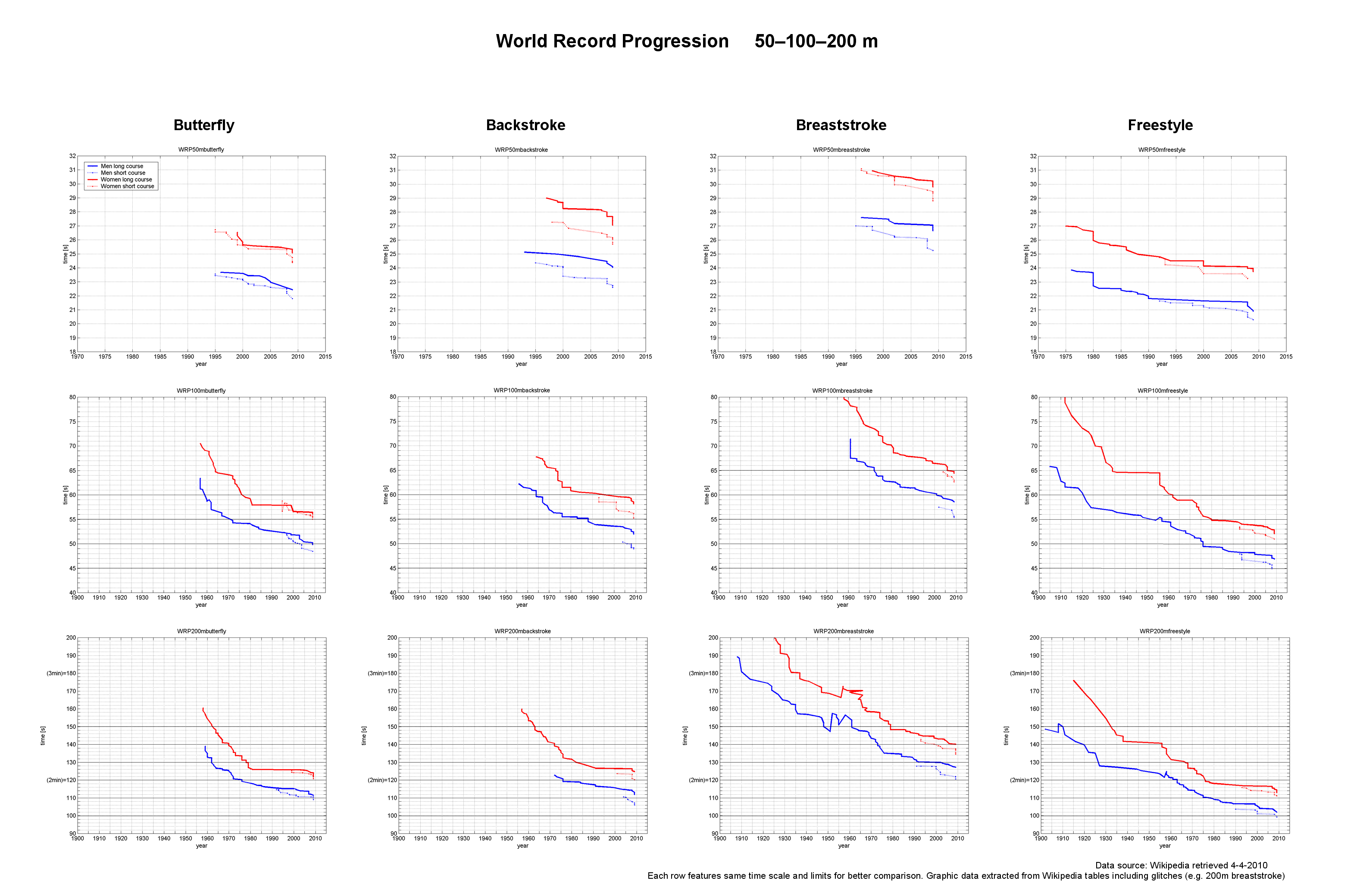
Графіки встановлення світових рекордів з плавання серед чоловіків та жінок на дистанціях 50 м-100 м-200 м на довгій та короткій воді батерфляєм, на спині, брасом і вільним стилем

У цій статті подано хронологію світових рекордів з плавання на дистанції 200 метрів батерфляєм на довгій (50 м) та короткій воді (25 м). Ці рекорди реєструє/визнає Міжнародна федерація плавання (ФІНА), яка наглядає за міжнародними змаганнями з водних видів спорту. Рекорди на довгій воді серед обох статей ФІНА визнала в 1950-х роках, на короткій - у 1990-х.
Різке поліпшення світових рекордів у 2008/2009 роках збіглося в часі з запровадженням поліуретанових плавальних костюмів фірм Speedo (LZR, 50% поліуретану) 2008 року та Arena (X-Glide), Adidas (Hydrofoil), Jaked (всі зі 100% поліуретану) 2009 року. У січні 2010 ФІНА заборонила плавальні костюми зроблені з будь-якого матеріалу окрім текстилю. Крім того, FINA опублікувала список дозволених плавальних костюмів.

## Чоловіки

### На довгій воді
| Час     | Плавець           | Дата            | Місце                                                         |
| ------- | ----------------- | --------------- | ------------------------------------------------------------- |
| 2:19.0  | Майк Трой         | 11 липня 1959   | Лос-Алтос (США)                                               |
| 2:16.4  | Майк Трой         | 11 липня 1959   | Лос-Алтос (США)                                               |
| 2:15.0  | Майк Трой         | 10 липня 1960   | Евансвілл (США)                                               |
| 2:13.4  | Майк Трой         | 23 липня 1960   | Толідо (США)                                                  |
| 2:13.2  | Майк Трой         | 4 серпня 1960   | Детройт (США)                                                 |
| 2:12.8  | Майк Трой         | 2 вересня 1960  | Рим                                                           |
| 2:12.6  | Карл Робі         | 19 серпня 1961  | Лос-Анджелес (США)                                            |
| 2:12.5  | Кевін Беррі       | 20 лютого 1962  | Мельбурн                                                      |
| 2:12.4  | Карл Робі         | 11 серпня 1962  | Каягога-Фолс (Огайо) (США)                                    |
| 2:10.8  | Карл Робі         | 11 серпня 1962  | Каягога-Фолс (Огайо) (США)                                    |
| 2:09.7  | Кевін Беррі       | 23 жовтня 1962  | Мельбурн                                                      |
| 2:08.4  | Кевін Беррі       | 12 січня 1963   | Сідней                                                        |
| 2:08.2  | Карл Робі         | 18 березня 1963 | Токіо                                                         |
| 2:06.9  | Кевін Беррі       | 29 березня 1964 | Сідней                                                        |
| 2:06.6  | Кевін Беррі       | 18 жовтня 1964  | Токіо                                                         |
| 2:06.4  | Марк Шпіц         | 26 липня 1967   | Вінніпег                                                      |
| 2:06.0  | Джон Ферріс       | 30 серпня 1967  | Токіо                                                         |
| 2:05.7  | Марк Шпіц         | 8 жовтня 1967   | Західний Берлін, Федеративна Республіка Німеччина (1949—1990) |
| 2:05.4  | Марк Шпіц         | 22 серпня 1970  | Лос-Анджелес                                                  |
| 2:05.0  | Ґері Голл-старший | 22 серпня 1970  | Лос-Анджелес (США)                                            |
| 2:03.9  | Марк Шпіц         | 27 серпня 1971  | Х'юстон (США)                                                 |
| 2:03.3  | Ганс Фаснахт      | 31 серпня 1971  | Ландскруна (Швеція)                                           |
| 2:01.87 | Марк Шпіц         | 2 серпня 1972   | Чикаго (США)                                                  |
| 2:01.53 | Марк Шпіц         | 2 серпня 1972   | Чикаго (США)                                                  |
| 2:00.70 | Марк Шпіц         | 28 серпня 1972  | Мюнхен, Федеративна Республіка Німеччина (1949—1990)          |
| 2:00.21 | Роґер Піттель     | 3 червня 1976   | Східний Берлін, Німецька Демократична Республіка              |
| 1:59.63 | Роґер Піттель     | 3 червня 1976   | Східний Берлін, Німецька Демократична Республіка              |
| 1:59.23 | Майк Брунер       | 18 липня 1976   | Монреаль                                                      |
| 1:58.21 | Креґ Бірдслі      | 30 липня 1980   | Ірвайн (США)                                                  |
| 1:58.01 | Креґ Бірдслі      | 22 серпня 1981  | Київ, СРСР                                                    |
| 1:57.05 | Міхаель Ґрос      | 26 серпня 1983  | Рим (Італія)                                                  |
| 1:57.04 | Джон Сібен        | 3 серпня 1984   | Лос-Анджелес (США)                                            |
| 1:57.01 | Міхаель Ґрос      | 29 червня 1985  | Вупперталь, Федеративна Республіка Німеччина (1949—1990)      |
| 1:56.65 | Міхаель Ґрос      | 10 серпня 1985  | Софія, Болгарія                                               |
| 1:56.24 | Міхаель Ґрос      | 28 червня 1986  | Ганновер, Федеративна Республіка Німеччина (1949—1990)        |
| 1:55.69 | Мелвін Стюарт     | 12 січня 1991   | Перт (Австралія)                                              |
| 1:55.22 | Денис Панкратов   | 14 червня 1995  | Кане-ан-Руссійон (Франція)                                    |
| 1:55.18 | Том Малчов        | 17 червня 2000  | Шарлотт (Північна Кароліна) (США)                             |
| 1:54.92 | Майкл Фелпс       | 30 березня 2001 | Остін (Техас) (США)                                           |
| 1:54.58 | Майкл Фелпс       | 24 липня 2001   | Фукуока (Японія)                                              |
| 1:53.93 | Майкл Фелпс       | 22 липня 2003   | Барселона (Іспанія)                                           |
| 1:53.80 | Майкл Фелпс       | 17 серпня 2006  | Вікторія (Британська Колумбія) (Канада)                       |
| 1:53.71 | Майкл Фелпс       | 17 лютого 2007  | Колумбія (Міссурі) (США)                                      |
| 1:52.09 | Майкл Фелпс       | 28 березня 2007 | Мельбурн                                                      |
| 1:52.03 | Майкл Фелпс       | 13 серпня 2008  | Пекін (Китай)                                                 |
| 1:51.51 | Майкл Фелпс       | 29 липня 2009   | Рим (Італія)                                                  |
| 1:50.73 | Кріштоф Мілак     | 24 липня 2019   | Кванджу                                                       |
| 1:50.34 | Кріштоф Мілак     | 21 червня 2022  | Будапешт (Угорщина)                                           |

### На короткій воді
| Час     | Плавець         | Дата              | Місце                     |
| ------- | --------------- | ----------------- | ------------------------- |
| 1:54.67 | Франк Еспозіто  | 1 лютого 1992     | Париж                     |
| 1:54.58 | Деньйон Лоудер  | 6 лютого 1993     | Париж                     |
| 1:54.50 | Деньйон Лоудер  | 9 лютого 1993     | Мальме (Швеція)           |
| 1:54.21 | Деньйон Лоудер  | 13 лютого 1993    | Гельзенкірхен (Німеччина) |
| 1:53.05 | Франк Еспозіто  | 26 березня 1994   | Париж                     |
| 1:52.64 | Денис Панкратов | 2 лютого 1997     | Гельзенкірхен (Німеччина) |
| 1:51.76 | Джеймс Гікмен   | 28 березня 1998   | Париж                     |
| 1:51.58 | Франк Еспозіто  | 14 січня 2001     | Антіб (Франція)           |
| 1:51.21 | Томас Руппрат   | 1 грудня 2001     | Росток                    |
| 1:50.73 | Франк Еспозіто  | 8 грудня 2002     | Антіб (Франція)           |
| 1:50.60 | Микола Скворцов | 13 грудня 2008    | Рієка, Хорватія           |
| 1:50.53 | Микола Скворцов | 15 лютого 2009    | Санкт-Петербург (Росія)   |
| 1:49.11 | Кайо де Алмейда | 10 листопада 2009 | Стокгольм (Швеція)        |
| 1:49.04 | Чад ле Клос     | 7 серпня 2013     | Ейндговен (Нідерланди)    |
| 1:48.56 | Чад ле Клос     | 5 листопада 2013  | Сінгапур, Сінгапур        |
| 1:48.24 | Сето Дайя       | 11 грудня 2018    | Ханчжоу (Китай)           |
| 1:46.85 | Хонда Томору    | 22 жовтня 2022    | Токіо (Японія)            |

## Жінки

### На довгій воді
| Час      | Плавчиня           | Дата            | Місце                                                         |
| -------- | ------------------ | --------------- | ------------------------------------------------------------- |
| 2:40.5   | Ненсі Ремі         | 29 червня 1958  | Лос-Анджелес                                                  |
| 2:38.9   | Тінеке Лаґерберґ   | 13 вересня 1958 | Нарден (Нідерланди)                                           |
| 2:37.0   | Бекі Коллінз       | 19 липня 1959   | Реддінг (США)                                                 |
| 2:34.4   | Маріанне Гемскерк  | 12 червня 1960  | Лейпциг, Німецька Демократична Республіка                     |
| 2:32.8   | Бекі Коллінз       | 13 серпня 1961  | Філадельфія                                                   |
| 2:31.2   | Шерон Фіннеран     | 19 серпня 1962  | Чикаго                                                        |
| 2:30.7   | Шерон Фіннеран     | 25 серпня 1962  | Лос-Алтос (США)                                               |
| 2:29.1   | Сьюзен Пітт        | 27 липня 1963   | Філадельфія                                                   |
| 2:28.1   | Шерон Стаудер      | 12 липня 1964   | Лос-Анджелес                                                  |
| 2:26.4   | Шерон Стаудер      | 2 серпня 1964   | Лос-Алтос (США)                                               |
| 2:26.3   | Кендіс Мур         | 15 серпня 1965  | Момі (США)                                                    |
| 2:25.8   | Ада Кок            | 21 серпня 1965  | Лейден (Нідерланди)                                           |
| 2:25.3   | Ада Кок            | 12 вересня 1965 | Гронінген (Нідерланди)                                        |
| 2:22.5   | Ада Кок            | 2 серпня 1967   | Гронінген (Нідерланди)                                        |
| 2:21.0   | Ада Кок            | 25 серпня 1967  | Блекпул (Велика Британія)                                     |
| 2:20.7   | Керен Мое          | 11 липня 1970   | Санта-Клара (США)                                             |
| 2:19.3   | Еліс Джонс         | 22 серпня 1970  | Лос-Анджелес                                                  |
| 2:18.6   | Керен Мое          | 7 серпня 1971   | Санта-Клара (США)                                             |
| 2:18.4   | Еллі Денієл        | 28 серпня 1971  | Х'юстон                                                       |
| 2:16.62  | Керен Мое          | 6 серпня 1972   | Чикаго                                                        |
| 2:15.57  | Керен Мое          | 4 вересня 1972  | Мюнхен, Федеративна Республіка Німеччина (1949—1990)          |
| 2:15.45  | Роземаріе Котер    | 8 вересня 1973  | Белград, Югославія                                            |
| 2:13.76  | Роземаріе Котер    | 8 вересня 1973  | Белград, Югославія                                            |
| 2:13.60  | Роземаріе Ґабріель | 14 березня 1976 | Таллінн, СРСР                                                 |
| 2:12.84  | Роземаріе Ґабріель | 4 червня 1976   | Східний Берлін, Німецька Демократична Республіка              |
| 2:11.22  | Роземаріе Ґабріель | 5 червня 1976   | Східний Берлін, Німецька Демократична Республіка              |
| 2:11.20  | Андрея Поллак      | 9 квітня 1978   | Санкт-Петербург, СРСР                                         |
| 2:09.87  | Андрея Поллак      | 4 липня 1978    | Східний Берлін, Німецька Демократична Республіка              |
| 2:09.87= | Трейсі Колкінс     | 26 серпня 1978  | Західний Берлін, Федеративна Республіка Німеччина (1949—1990) |
| 2:09.77  | Мері Т. Мігер      | 7 липня 1979    | Сан-Хуан                                                      |
| 2:08.41  | Мері Т. Мігер      | 16 серпня 1979  | Форт-Лодердейл (США)                                          |
| 2:07.01  | Мері Т. Мігер      | 16 серпня 1979  | Форт-Лодердейл (США)                                          |
| 2:06.37  | Мері Т. Мігер      | 30 липня 1980   | Ірвайн (США)                                                  |
| 2:05.96  | Мері Т. Мігер      | 13 серпня 1981  | Браун-Діер (США)                                              |
| 2:05.81  | Сьюзі О'Нілл       | 17 травня 2000  | Сідней                                                        |
| 2:05.78  | Отилія Єнджейчак   | 4 серпня 2002   | Берлін                                                        |
| 2:05.61  | Отилія Єнджейчак   | 28 липня 2005   | Монреаль                                                      |
| 2:05.40  | Джесс Скіппер      | 17 серпня 2006  | Вікторія (Британська Колумбія)                                |
| 2:04.18  | Лю Цзиге           | 14 серпня 2008  | Пекін                                                         |
| 2:04.14  | Мері Десенза       | 29 липня 2009   | Рим                                                           |
| 2:03.41  | Джесс Скіппер      | 30 липня 2009   | Рим                                                           |
| 2:01.81  | Лю Цзиге           | 21 жовтня 2009  | Цзінань (Китай)                                               |

### На короткій воді
| Час     | Плавчиня         | Дата              | Місце               |
| ------- | ---------------- | ----------------- | ------------------- |
| 2:05.37 | Сьюзі О'Нілл     | 17 лютого 1999    | Мальме (Швеція)     |
| 2:04.43 | Сьюзі О'Нілл     | 2 вересня 1999    | Канберра            |
| 2:04.16 | Сьюзі О'Нілл     | 18 січня 2000     | Сідней              |
| 2:04.04 | Ян Юй            | 18 січня 2004     | Берлін              |
| 2:03.53 | Отилія Єнджейчак | 13 грудня 2007    | Дебрецен (Угорщина) |
| 2:03.12 | Наканісі Юко     | 23 лютого 2008    | Токіо (Японія)      |
| 2:02.50 | Лю Цзиге         | 11 листопада 2009 | Стокгольм (Швеція)  |
| 2:00.78 | Лю Цзиге         | 15 листопада 2009 | Берлін (Німеччина)  |
| 1:59.61 | Мірея Бельмонте  | 3 грудня 2014     | Доха, Катар         |

## Найкращі 25 за увесь час

### Чоловіки на довгій воді
- Актуально станом на березень 2024[2]

| Міс. | Час     | Плавець                   | Дата            | Місце          | Пос.  |
| ---- | ------- | ------------------------- | --------------- | -------------- | ----- |
| 1    | 1:50.34 | Кріштоф Мілак (HUN)       | 21 червня 2022  | Будапешт       | [ 3 ] |
| 2    | 1:51.51 | Майкл Фелпс (USA)         | 29 липня 2009   | Рим            |       |
| 3    | 1:52.43 | Леон Маршан (FRA)         | 26 липня 2023   | Фукуока        | [ 4 ] |
| 4    | 1:52.53 | Сето Дайя (JPN)           | 18 січня 2020   | Пекін          |       |
| 5    | 1:52.70 | Ласло Чех (HUN)           | 13 серпня 2008  | Пекін          |       |
| 5    | 1:52.70 | Хонда Томору (JPN)        | 3 грудня 2022   | Токіо          | [ 5 ] |
| 7    | 1:52.96 | Чад ле Клос (RSA)         | 31 липня 2012   | Лондон         |       |
| 8    | 1:52.97 | Мацуда Такесі (JPN)       | 13 серпня 2008  | Пекін          |       |
| 9    | 1:53.23 | Павел Коженьовський (POL) | 29 липня 2009   | Рим            |       |
| 10   | 1:53.40 | Масато Сакаї (JPN)        | 9 серпня 2016   | Ріо-де-Жанейро |       |
| 11   | 1:53.42 | Тамаш Кендереші (HUN)     | 27 березня 2019 | Дебрецен       |       |
| 12   | 1:53.62 | Кшиштоф Хмелевський (POL) | 26 липня 2023   | Фукуока        | [ 4 ] |
| 13   | 1:53.64 | Тайлер Клері (USA)        | 8 липня 2009    | Індіанаполіс   |       |
| 14   | 1:53.67 | Карсон Фостер (USA)       | 7 липня 2022    | Остін          |       |
| 15   | 1:53.79 | Нао Хоромура (JPN)        | 6 квітня 2018   | Токіо          |       |
| 16   | 1:53.82 | Томас Гейлмен (USA)       | 26 липня 2023   | Фукуока        | [ 4 ] |
| 16   | 1:53.82 | Ilya Kharun (CAN)         | 26 липня 2023   | Фукуока        | [ 4 ] |
| 18   | 1:53.84 | Лука Урландо (USA)        | 14 червня 2019  | Кловіс         |       |
| 19   | 1:53.86 | Джил Стовалл (USA)        | 2 липня 2008    | Омаха          |       |
| 20   | 1:53.92 | Кайо де Алмейда (BRA)     | 8 травня 2009   | Ріо-де-Жанейро |       |
| 21   | 1:54.07 | Ґенкі Теракадо (JPN)      | 21 березня 2024 | Токіо          | [ 6 ] |
| 22   | 1:54.10 | Ян Світковський (POL)     | 5 серпня 2015   | Казань         |       |
| 23   | 1:54.15 | Мосс Барместер (NZL)      | 4 квітня 2009   | Крайстчерч     |       |
| 24   | 1:54.16 | Chen Juner (CHN)          | 6 травня 2023   | Ханчжоу        | [ 7 ] |
| 25   | 1:54.20 | Ное Понті (SUI)           | 20 червня 2022  | Будапешт       | [ 8 ] |

#### Нотатки
Нижче подано список інших часів, однакових або кращих за 1:54.20:
- Кріштоф Мілак проплив ще за 1:50.73 (2019), 1:51.10 (2021), 1:51.25 (2021), 1:51.40 (2021), 1:52.01 (2022), 1:52.22 (2021), 1:52.39 (2022), 1:52.50 (2021), 1:52.58 (2023), 1:52.71 (2018), 1:52.79 (2018), 1:52.96 (2019), 1:53.18 (2021), 1:53.19 (2019), 1:53.58 (2021), 1:53.64 (2019), 1:53.75 (2019), 1:53.79 (2017), 1:53.87 (2017), 1:53.88 (2022), 1:53.89 (2022), 1:53.94 (2018), 1:53.97 (2022), 1:54.10 (2022), 1:54.17 (2018), 1:54.19 (2019, 2019).
- Майкл Фелпс проплив ще за 1:52.03 (2008), 1:52.09 (2007), 1:52.20 (2008), 1:52.76 (2009), 1:52.94 (2015) 1:53.01 (2012), 1:53.31 (2008), 1:53.34 (2011), 1:53.36 (2016), 1:53.48 (2009), 1:53.65 (2012), 1:53.70 (2008, 2008), 1:53.71 (2007), 1:53.80 (2006), 1:53.93 (2003), 1:54.02 (2008), 1:54.04 (2004), 1:54.11 (2010), 1:54.12 (2016).
- Ласло Чех проплив ще за 1:52.91 (2016), 1:53.48 (2015), 1:53.53 (2015), 1:53.71 (2015), 1:53.72 (2017), 1:54.08 (2017).
- Хонда Томору проплив ще за 1:53.15 (2023), 1:53.30 (2023), 1:53.33 (2024), 1:53.34 (2023), 1:53.53 (2022), 1:53.61 (2022), 1:53.63 (2023), 1:53.66 (2023), 1:53.73 (2021), 1:53.76 (2023), 1:53.87 (2022), 1:53.88 (2024), 1:53.99 (2023), 1:54.01 (2022), 1:54.04 (2022), 1:54.06 (2022), 1:54.18 (2024).
- Мацуда Такесі проплив ще за 1:53.21 (2012), 1:53.32 (2009), 1:53.35 (2009), 1:53.87 (2009), 1:54.01 (2011, 2012), 1:54.02 (2008, 2010), 1:54.12 (2011), 1:54.19 (2012).
- Чад ле Клос проплив ще за 1:53.33 (2017), 1:53.68 (2015), 1:54.00 (2018), 1:54.06 (2016), 1:54.15 (2019), 1:54.18 (2015).
- Леон Маршан проплив ще за 1:53.37 (2022).
- Тамаш Кендереші проплив ще за 1:53.62 (2016), 1:53.96 (2016), 1:54.14 (2018).
- Масато Сакаї проплив ще за 1:53.71 (2017).
- Павел Коженьовський проплив ще за 1:53.75 (2009).
- Карсон Фостер проплив ще за 1:53.85 (2023).
- Сето Дайя проплив ще за 1:53.86 (2019), 1:54.03 (2017), 1:54.08 (2014), 1:54.14 (2016, 2016).
- Нао Хоромура проплив ще за 1:53.90 (2017).
- Лука Урландо проплив ще за 1:54.10 (2022).

### Чоловіки на короткій воді
- Актуально станом на грудень 2023[9]

| Міс. | Час     | Плавець                    | Дата              | Місце      | Пос.   |
| ---- | ------- | -------------------------- | ----------------- | ---------- | ------ |
| 1    | 1:46.85 | Хонда Томору (JPN)         | 22 жовтня 2022    | Токіо      | [ 10 ] |
| 2    | 1:48.24 | Сето Дайя (JPN)            | 11 грудня 2018    | Ханчжоу    |        |
| 3    | 1:48.27 | Чад ле Клос (RSA)          | 15 грудня 2022    | Мельбурн   | [ 11 ] |
| 4    | 1:48.66 | Том Шілдс (USA)            | 22 листопада 2020 | Будапешт   |        |
| 5    | 1:49.00 | Ласло Чех (HUN)            | 6 грудня 2015     | Нетанья    |        |
| 6    | 1:49.06 | Альберто Радзетті (ITA)    | 16 грудня 2021    | Абу-Дабі   | [ 12 ] |
| 7    | 1:49.11 | Кайо де Алмейда (BRA)      | 10 листопада 2009 | Швеція     |        |
| 8    | 1:49.42 | Ное Понті (SUI)            | 15 грудня 2022    | Мельбурн   | [ 11 ] |
| 9    | 1:49.46 | Микола Скворцов (RUS)      | 12 грудня 2009    | Стамбул    |        |
| 10   | 1:49.50 | Мацуда Такесі (JPN)        | 12 листопада 2011 | Японія     |        |
| 11   | 1:49.61 | Chen Juner (CHN)           | 28 жовтня 2022    | Пекін      | [ 13 ] |
| 12   | 1:49.69 | Трентон Джуліан (USA)      | 29 жовтня 2022    | Торонто    | [ 14 ] |
| 13   | 1:49.86 | Кріштоф Мілак (HUN)        | 16 листопада 2022 | Капошвар   | [ 15 ] |
| 14   | 1:49.89 | Wang Kuan-hung (TPE)       | 16 листопада 2020 | Будапешт   |        |
| 15   | 1:50.13 | Павел Коженьовський (POL)  | 12 грудня 2009    | Стамбул    |        |
| 16   | 1:50.23 | Андреас Вазайос (GRE)      | 8 грудня 2019     | Глазго     |        |
| 17   | 1:50.26 | Теппей Морімото (JPN)      | 15 грудня 2022    | Мельбурн   | [ 16 ] |
| 18   | 1:50.28 | Хідемаса Сано (JPN)        | 11 лютого 2012    | Японія     |        |
| 19   | 1:50.32 | Дінко Юкич (AUT)           | 12 грудня 2009    | Стамбул    |        |
| 20   | 1:50.39 | Лі Чжухао (CHN)            | 11 грудня 2018    | Ханчжоу    |        |
| 21   | 1:50.46 | Джек Конгер (USA)          | 21 грудня 2019    | Лвс-Вегас  |        |
| 22   | 1:50.51 | Юя Сакамото (JPN)          | 17 жовтня 2020    | Японія     |        |
| 22   | 1:50.51 | Крегор Зірк (EST)          | 15 грудня 2022    | Мельбурн   | [ 11 ] |
| 24   | 1:50.54 | Олександр Харланов (RUS)   | 17 грудня 2017    | Копенгаген |        |
| 25   | 1:50.62 | Томое Дзенімото Гвас (NOR) | 19 вересня 2021   | Неаполь    | [ 17 ] |

#### Нотатки
Нижче подано список інших часів, однакових або кращих за 1:50.62:
- Чад ле Клос проплив ще за 1:48.56 (2013), 1:48.57 (2020), 1:48.61 (2014), 1:48.67 (2017), 1:48.76 (2016), 1:48.88 (2014), 1:49.04 (2013), 1:49.07 (2013), 1:49.08 (2017), 1:49.10 (2016), 1:49.20 (2014), 1:49.25 (2017), 1:49.33 (2016), 1:49.59 (2017), 1:49.71 (2016), 1:49.73 (2014, 2014), 1:49.78 (2022), 1:49.82 (2016), 1:49.83 (2013), 1:49.84 (2021), 1:49.89 (2022), 1:49.90 (2013), 1:49.93 (2016), 1:49.95 (2016), 1:49.98 (2022), 1:50.15 (2011), 1:50.24 (2020), 1:50.28 (2017, 2020), 1:50.29 (2016, 2018), 1:50.32 (2021), 1:50.33 (2013), 1:50.35 (2016), 1:50.39 (2013), 1:50.48 (2020), 1:50.57 (2020).
- Сето Дайя проплив ще за 1:48.77 (2019), 1:48.92 (2014), 1:49.22 (2022), 1:49.41 (2021), 1:49.53 (2016), 1:49.68 (2014), 1:49.76 (2021), 1:49.84 (2016), 1:49.87 (2018), 1:49.88 (2018), 1:49.93 (2016), 1:49.97 (2016), 1:49.99 (2022), 1:50.19 (2017), 1:50.28 (2021), 1:50.33 (2017), 1:50.36 (2021).
- Том Шілдс проплив ще за 1:49.02 (2020), 1:49.05 (2015), 1:49.26 (2017), 1:49.29 (2017), 1:49.50 (2016), 1:49.62 (2017), 1:49.78 (2020), 1:49.86 (2017), 1:50.08 (2014), 1:50.19 (2014), 1:50.24 (2021), 1:50.25 (2019), 1:50.28 (2020), 1:50.39 (2021), 1:50.43 (2020), 1:50.51 (2021), 1:50.55 (2020), 1:50.56 (2014), 1:50.60 (2017), 1:50.61 (2013).
- Кайо де Алмейда проплив ще за 1:49.11 (2009).
- Хонда Томору проплив ще за 1:49.24 (2022), 1:49.84 (2021).
- Ное Понті проплив ще за 1:49.71 (2023).
- Трентон Джуліан проплив ще за 1:49.93 (2022), 1:50.01 (2021), 1:50.08 (2022), 1:50.32 (2021).
- Кріштоф Мілак проплив ще за 1:49.98 (2019).
- Альберто Радзетті проплив ще за 1:50.10 (2023), 1:50.12 (2022), 1:50.24 (2021).
- Kuan-Hung Wang проплив ще за 1:50.14 (2020).
- Павел Коженьовський проплив ще за 1:50.43 (2013).
- Теппей Морімото проплив ще за 1:50.44 (2021).
- Микола Скворцов проплив ще за 1:50.53 (2009), 1:50.58 (2009), 1:50.60 (2008).
- Хідемаса Сано проплив ще за 1:50.58 (2011).

### Жінки на довгій воді
- Актуально станом на липень 2023[18]

| Міс. | Час     | Плавчиня               | Дата            | Місце          | Пос.   |
| ---- | ------- | ---------------------- | --------------- | -------------- | ------ |
| 1    | 2:01.81 | Лю Цзиге (CHN)         | 21 жовтня 2009  | Цзінань        |        |
| 2    | 2:03.41 | Джесс Скіппер (AUS)    | 30 липня 2009   | Рим            |        |
| 3    | 2:03.86 | Чжан Юйфей (CHN)       | 29 липня 2021   | Токіо          | [ 19 ] |
| 4    | 2:03.87 | Реган Сміт (USA)       | 4 червня 2023   | Темпе          | [ 20 ] |
| 5    | 2:04.06 | Цзяо Люян (CHN)        | 1 серпня 2012   | Лондон         |        |
| 5    | 2:04.06 | Саммер Макінтош (CAN)  | 27 липня 2023   | Фукуока        | [ 21 ] |
| 7    | 2:04.14 | Мері Десенза (USA)     | 29 липня 2009   | Рим            |        |
| 8    | 2:04.27 | Катінка Хоссу (HUN)    | 29 липня 2009   | Рим            |        |
| 9    | 2:04.69 | Хосі Нацумі (JPN)      | 5 квітня 2012   | Токіо          |        |
| 10   | 2:04.78 | Мірея Бельмонте (ESP)  | 1 серпня 2013   | Барселона      |        |
| 11   | 2:04.83 | Еллен Ганді (GBR)      | 16 березня 2009 | Шеффілд        |        |
| 12   | 2:04.88 | Меделін Гровз (AUS)    | 10 серпня 2016  | Ріо-де-Жанейро |        |
| 13   | 2:05.09 | Орор Монжель (FRA)     | 29 липня 2009   | Рим            |        |
| 14   | 2:05.26 | Франциска Хентке (GER) | 4 липня 2015    | Ессен          |        |
| 14   | 2:05.26 | Елізабет Деккерс (AUS) | 16 червня 2023  | Мельбурн       | [ 22 ] |
| 16   | 2:05.36 | Джемма Лов (GBR)       | 14 червня 2011  | Шеффілд        |        |
| 17   | 2:05.38 | Ґун Цзє (CHN)          | 1 квітня 2012   | Шаосін         |        |
| 18   | 2:05.45 | Еліс Томас (GBR)       | 9 квітня 2018   | Голд-Кост      |        |
| 19   | 2:05.61 | Отилія Єнджейчак (POL) | 28 липня 2005   | Монреаль       |        |
| 20   | 2:05.62 | Хасеґава Судзука (JPN) | 30 серпня 2020  | Токіо          |        |
| 21   | 2:05.65 | Галі Флікінджер (USA)  | 29 липня 2021   | Токіо          | [ 19 ] |
| 22   | 2:05.78 | Кетлін Герсі (USA)     | 1 серпня 2012   | Лондон         |        |
| 23   | 2:05.81 | Сьюзі О'Нілл (AUS)     | 13 травня 2000  | Сідней         |        |
| 24   | 2:05.88 | Місті Гаймен (USA)     | 20 вересня 2000 | Сідней         |        |
| 25   | 2:05.90 | Каміль Адамс (USA)     | 10 серпня 2016  | Ріо-де-Жанейро |        |

#### Нотатки
Нижче подано список інших часів, однакових або кращих за 2:05.90:
- Лю Цзиге пропливла ще за 2:03.90 (2009), 2:04.18 (2008), 2:04.40 (2011), 2:04.59 (2013), 2:04.65 (2009), 2:04.78 (2013), 2:05.29 (2009), 2:05.90 (2011).
- Катінка Хоссу пропливла ще за 2:04.28 (2009), 2:05.59 (2013).
- Мері Десенза пропливла ще за 2:04.33 (2009), 2:04.41 (2009).
- Цзяо Люян пропливла ще за 2:04.44 (2011), 2:04.50 (2009), 2:04.54 (2013), 2:04.72 (2008), 2:04.96 (2009), 2:05.18 (2012), 2:05.22 (2009), 2:05.46 (2010), 2:05.55 (2011), 2:05.57 (2009), 2:05.61 (2010), 2:05.79 (2010), 2:05.87 (2013).
- Саммер Макінтош пропливла ще за 2:04.70 (2023), 2:05.05 (2023), 2:05.20 (2022), 2:05.73 (2024), 2:05.79 (2022), 2:05.81 (2022).
- Мірея Бельмонте пропливла ще за 2:04.79 (2014), 2:04.85 (2016), 2:05.25 (2012), 2:05.26 (2017), 2:05.86 (2015).
- Реган Сміт пропливла ще за 2:04.80 (2024), 2:05.30 (2021), 2:05.79 (2023).
- Джесс Скіппер пропливла ще за 2:04.87 (2009), 2:05.40 (2006), 2:05.50 (2009), 2:05.65 (2005).
- Чжан Юйфей пропливла ще за 2:04.89 (2021), 2:05.44 (2021), 2:05.49 (2021), 2:05.57 (2023), 2:05.65 (2023), 2:05.70 (2020), 2:05.84 (2021).
- Хосі Нацумі пропливла ще за 2:05.20 (2016), 2:05.48 (2012), 2:05.56 (2015).
- Франциска Хентке пропливла ще за 2:05.39 (2017), 2:05.77 (2016).
- Меделін Гровз пропливла ще за 2:05.41 (2015), 2:05.47 (2016), 2:05.66 (2016).
- Елізабет Деккерс пропливла ще за 2:05.46 (2023).
- Орор Монжель пропливла ще за 2:05.48 (2009).
- Еллен Ганді пропливла ще за 2:05.59 (2011), 2:05.90 (2011).
- Отилія Єнджейчак пропливла ще за 2:05.78 (2002).
- Галі Флікінджер пропливла ще за 2:05.85 (2021), 2:05.87 (2018), 2:05.90 (2022).
- Кетлін Герсі пропливла ще за 2:05.90 (2012).

### Жінки на короткій воді
- Актуально станом на грудень 2023[23]

| Міс. | Час     | Плавчиня               | Дата              | Місце           | Пос.   |
| ---- | ------- | ---------------------- | ----------------- | --------------- | ------ |
| 1    | 1:59.61 | Мірея Бельмонте (ESP)  | 3 грудня 2014     | Доха            |        |
| 2    | 2:00.78 | Лю Цзиге (CHN)         | 15 листопада 2009 | Берлін          |        |
| 3    | 2:01.12 | Катінка Хоссу (HUN)    | 3 грудня 2014     | Доха            |        |
| 4    | 2:01.73 | Келсі Воррелл (USA)    | 12 грудня 2018    | Ханчжоу         |        |
| 5    | 2:02.28 | Цзяо Люян (CHN)        | 12 грудня 2012    | Стамбул         |        |
| 6    | 2:02.88 | Еллен Ганді (AUS)      | 22 серпня 2013    | Австралія       |        |
| 7    | 2:02.96 | Хасеґава Судзука (JPN) | 14 січня 2017     | Японія          |        |
| 8    | 2:03.01 | Франциска Хентке (GER) | 4 грудня 2015     | Нетанья         |        |
| 8    | 2:03.01 | Чжан Юйфей (CHN)       | 17 грудня 2021    | Абу-Дабі        | [ 24 ] |
| 10   | 2:03.08 | Меделін Гровз (AUS)    | 28 листопада 2015 | Австралія       |        |
| 11   | 2:03.12 | Наканісі Юко (JPN)     | 23 лютого 2008    | Японія          |        |
| 12   | 2:03.19 | Джемма Лов (GBR)       | 12 грудня 2012    | Стамбул         |        |
| 13   | 2:03.20 | Одрі Лакруа (CAN)      | 6 серпня 2009     | Велика Британія |        |
| 14   | 2:03.22 | Орор Монжель (FRA)     | 10 грудня 2009    | Стамбул         |        |
| 15   | 2:03.25 | Бріанна Тросселл (AUS) | 28 листопада 2015 | Австралія       |        |
| 16   | 2:03.27 | Джесс Скіппер (AUS)    | 22 листопада 2009 | Сінгапур        |        |
| 17   | 2:03.30 | Анґеліна Келер (GER)   | 7 грудня 2023     | Отопень         | [ 25 ] |
| 18   | 2:03.35 | Галі Флікінджер (USA)  | 22 листопада 2020 | Будапешт        |        |
| 18   | 2:03.35 | Чжан Їфань (CHN)       | 27 жовтня 2022    | Пекін           |        |
| 20   | 2:03.37 | Дакота Лутер (USA)     | 15 грудня 2022    | Мельбурн        | [ 26 ] |
| 21   | 2:03.39 | Каміль Адамс (USA)     | 12 грудня 2015    | США             |        |
| 22   | 2:03.40 | Саммер Макінтош (CAN)  | 3 листопада 2022  | Індіанаполіс    | [ 27 ] |
| 23   | 2:03.49 | Кетлін Герсі (USA)     | 16 грудня 2011    | США             |        |
| 24   | 2:03.53 | Отилія Єнджейчак (POL) | 13 грудня 2007    | Будапешт        |        |
| 25   | 2:03.55 | Кіна Хаяші (JPN)       | 16 жовтня 2021    | Токіо           | [ 28 ] |

#### Нотатки
Нижче подано список інших часів, однакових або кращих за 2:03.55:
- Мірея Бельмонте пропливла ще за 2:01.52 (2013), 2:03.02 (2017), 2:03.17 (2014), 2:031.31 (2013), 2:03.37 (2011), 2:03.39 (2014).
- Катінка Хоссу пропливла ще за 2:01.60 (2018), 2:02.15 (2016), 2:02.20 (2012), 2:02.21 (2013), 2:02.40 (2013), 2:02.42 (2014), 2:02.75 (2017), 2:02.86 (2018), 2:02.87 (2018), 2:02.88 (2018), 2:02.99 (2014), 2:03.01 (2018), 2:03.05 (2013), 2:03.14 (2014, 2018), 2:03.21 (2019), 2:03.26 (2013), 2:03.34 (2016), 2:03.36 (2013).
- Zige Liu пропливла ще за 2:02.50 (2009).
- Келсі Воррелл пропливла ще за 2:02.89 (2016), 2:03.31 (2018), 2:03.33 (2018), 2:03.51 (2018).
- Чжан Юйфей пропливла ще за 2:03.09 (2018), 2:03.29 (2018), 2:03.33 (2018), 2:03.50 (2018).
- Хасеґава Судзука пропливла ще за 2:03.12 (2020), 2:03.38 (2020), 2:03.53 (2020).
- Меделін Гровз пропливла ще за 2:03.34 (2016).
- Франциска Хентке пропливла ще за 2:03.43 (2017), 2:03.47 (2013).